# Hollandbus
Die so genannten Hollandbusse wurden in der Schweiz von autonomen Gruppen der Frauenbewegung organisiert. Da in der Schweiz ein Schwangerschaftsabbruch nur unter einschränkenden Bedingungen legal war und in den 1970er und frühen 1980er Jahren noch etliche Frauen mit Gefängnis bestraft wurden, fuhren abtreibungswillige Frauen aus der Schweiz gemeinsam in Bussen in die liberaleren Niederlande, um dort den Eingriff in einer Abtreibungsklinik straffrei vornehmen zu lassen.
Der erste Hollandbus fuhr 1978.